# リッケンバッカー (自動車)
リッケンバッカー・モーター・カンパニー（Rickenbacker Motor Company）は1922年から1927年まで活動した米国の自動車メーカー。

## 歴史
第一次世界大戦で空の英雄として活躍したエディ・リッケンバッカーがミシガン州デトロイトで創業。第一次世界大戦での空軍の戦隊で使用していたトップハット(シルクハット)を輪の中に模したエンブレムを車のフロントとリアにつけていた。リッケンバッカーはそれ以前は自動車のレーサーだった。
リッケンバッカーでは、スポーツタイプのクーペを作った。当時の米国では四輪ブレーキが標準となりつつあったが、リッケンバッカーは、1923年、油圧での四輪ブレーキを使った2番目の会社となった。クラブクーペと呼ばれたスタイルの屋根のある車では透明セルロイドをガラスで挟み込んだ安全ガラスを使い、これを売り文句としていた。この技術は現代の自動車でもいまだ使われている。
1924年頃、英国のピアレスと合併しようとしたが失敗している。初期の6気筒エンジンは1925年に8気筒になった。車名はバーチカル・エイト・スーパー・ファイン (Vertical Eight Super Fine) で、先進的な独自エンジンを載せ、高品質の車であることを謳った。
1926年には新モデル6-70、8-80、8-90を出したが、当時としては高価であり販売は不調だった。会社は1928年に終了した。製造された車は11,000台だった。
残った生産設備はDKWのオーナーだったヨーン・ラスムセンが購入しドイツに渡った。ラスムセンはこれより先の同年にアウディも買収していた。この設備は1929年から生産された高級モデル、ツヴィカウ(Audi Zwickau)とドレスデン (Audi Dresden) の生産に用いられ、またこれらの車にはリッケンバッカーの開発した6気筒、8気筒エンジンが搭載された。

## 注
1. ↑   City Directories for Detroit, Michigan. R L Polk and Co. (1922) 2010年10月8日閲覧。
2. ↑  “CARS OF TO-DAY.”. Sunday Times (Perth, WA : 1902 - 1954) (Perth, WA: National Library of Australia):  p. 5 Section: Third Section. (1925年8月23日) 2013年8月16日閲覧。